# Kanske en gentleman (1950)
Kanske en gentleman är en svensk film från 1950, regisserad av Ragnar Frisk.

## Handling
Direktör Haglund slår vad med skådespelaren Stig Järrel om att han kan förvandla en buse från samhällets botten till en riktig gentleman på två månader. Lump och tomglassamlaren Gurra erbjuds att genomgå förvandlingen och ställer efter viss tvekan upp.

## Om filmen
Premiär i Stockholm 28 augusti 1950. Filmen har även visats på SVT, TV3, TV4 Och TV4 Guld.

## Rollista
- John Elfström - Gurra Lind, lumpsamlare
- Stig Järrel - Stig Järrel, skådespelare
- Marianne Löfgren - fru Haglund
- Gösta Cederlund - direktör Eric Haglund
- Emy Hagman - Haglunds hembiträde Lisa
- Sten Gester - Björn, Haglunds son
- Harriett Philipson - Vera, Haglunds dotter
- Folke Hamrin - disponent Bergstrand
- Lillie Wästfeldt - Malin, Haglunds kokerska
- Georg Skarstedt - Benster, lumpsamlare
- Dagmar Olsson - Sara, servitris på ölcafét
- Magnus Kesster - procentaren
- Helga Brofeldt - konsulinnan Ingeborg Hagström
- Arne Lindblad - hovjuvelerare Rydberg
- John Norrman - Gurras kompis

## Musik i filmen
- Trysting Place, kompositör Cecil Milner, instrumental
- Foxtrot (Rüno), kompositör Sven Rüno, instrumental
- Samba, kompositör Sven Rüno, instrumental
- Barcarolletta, kompositör Mischa Spoliansky, instrumental
- Primrose Dell, kompositör Cecil Milner, instrumental
- One Summer Day, kompositör Reginald King, instrumental
- Cobweb Castle, kompositör Granville Bantock, instrumental
- Maypole Dance, kompositör Fela Sowande, instrumental
- Vigil, kompositör Cecil Milner, instrumental
- Merry Market, kompositör Ludvig Philipp, instrumental
- Wickerwork Vendors Story, kompositör Clive Erard, instrumental
- Yellow Tulips, kompositör Bob Howard, instrumental
- Lamentation, kompositör Hans May, instrumental
- St. John's Eve, kompositör Ronald Hanmer, instrumental
- Baltimore Bebop, kompositör Buzz Salton, instrumental
- In Honeymoon Lane, kompositör Hans May, instrumental

## DVD
Filmen gavs ut på DVD 2005 tillsammans med komedin Bröderna Östermans bravader.